# Birdsville
Birdsville är en ort i Australien. Den ligger i kommunen Diamantina och delstaten Queensland, omkring 1 400 kilometer väster om delstatshuvudstaden Brisbane. Birdsville ligger 48 meter över havet och antalet invånare var 140 vid folkräkningen 2016.
Trakten runt Birdsville är nära nog obefolkad, med mindre än två invånare per kvadratkilometer..
Omgivningarna runt Birdsville är i huvudsak ett öppet busklandskap. Genomsnittlig årsnederbörd är 170 millimeter. Den regnigaste månaden är februari, med i genomsnitt 38 mm nederbörd, och den torraste är augusti, med 1 mm nederbörd.